# Sulcosticta vantoli
Sulcosticta vantoli is een libellensoort uit de familie van de Platystictidae , onderorde juffers (Zygoptera).
De wetenschappelijke naam van de soort is voor het eerst geldig gepubliceerd in 2011 door Villanueva & Schorr.